# Gioan Baotixita Hồ Chấn Trung
Gioan Baotixita Hồ Chấn Trung (1925 - 2002), phiên âm tiếng Anh: John Baptist Wu Cheng-chung là một Hồng y của Giáo hội Công giáo Rôma, ông nguyên là Giám mục chính tòa Giáo phận Hồng Kông.

## Tiểu sử
Hồng y Hồ Chấn Trung sinh ngày 26 tháng 3 năm 1925, tại Shui-tsai. Sau thời gian tu tập, Phó tế Gioan Baotixita được thụ phong chức vụ linh mục, gia nhập linh mục đoàn giáo phận Hsinchu, thuộc Đài Loan ngày 6 tháng 7 năm 1952, khi ấy, tân linh mục mới 27 tuổi.
Ngày 5 tháng 4 năm 1975, Tòa Thánh công bố bổ nhiệm linh mục Gioan Baotixita Hồ Chấn Trung làm Giám mục chính tòa Giáo phận Hồng Kông. Lễ tấn phong cho Tân giám mục diễn ra 3 tháng sau đó, vào ngày 25 tháng 7 cùng năm. Chủ phong là Hồng y Agnelo Rossi, Tổng trưởng Thánh bộ Truyền giáo Tòa Thánh, phụ phong có các giám mục: Giám mục Phêrô Đỗ Bảo Tấn, giám mục chính tòa Giáo phận Tân Trúc (thuộc Đài Loan) và giám mục Frederick Anthony Donaghy M.M., giám mục chính tòa Giáo phận Ngô Châu (Ngô Châu thuộc Quảng Tây, Trung Quốc).
Ngày 28 tháng 6 năm 1988, Giáo hoàng Gioan Phaolô II quyết định vinh thăng tước Hồng y cho giám mục Trung. Hồng y Gioan Baotixita Hồ Chấn Trung được phong làm Hồng y đẳng linh mục nhà thờ Beata Vergine Maria del Monte Carmelo a Mostacciano.
Ngày 23 tháng 9 năm 2002, Hồng y Trung qua đời.